# KaBuM! Esports
A KaBuM! Esports é uma organização de esportes eletrônicos brasileira criada pela empresa de e-commerce KaBuM! em 2013. A equipe tem um foco maior em competições de League of Legends, onde atua desde 2014 no Campeonato Brasileiro de League of Legends (CBLoL), tendo conquistado quatro vezes o campeonato, além de ter sido o primeiro time brasileiro a ir ao Campeonato Mundial de League of Legends. Em 2018, a KaBuM! Esports foi o primeiro time do Brasil a voltar ao Campeonato Mundial e a disputá-lo junto ao Mid-Season Invitational (as duas competições internacionais do jogo) em um mesmo ano.

## História

### League of Legends

#### 2014
Depois de participar de vários pequenos torneios em 2013, a KaBuM! classificou-se para a segunta etapa do Campeonato Brasileiro de League of Legends (CBLoL) de 2014, no qual conquistou o primeiro lugar, marcando a primeira vez que uma equipe do Brasil representaria o país em um torneio internacional, o Campeonato Mundial de 2014. Até o final do ano, a equipe passaria por uma série de reestruturação, até mesmo renomeando a equipe como KaBuM! Orange e criando uma equipe irmã, a KaBuM! Black. O fim da KaBuM! Black se deu em 2016, quando a Riot Games passou a não permitir mais que organizações tenham duas equipes em seus campeonatos.

#### 2017
Os últimos dois anos viram a KaBuM! constantemente parada no sétimo lugar, sem conseguir avançar para as eliminatórias do CBLoL e tendo que competir nas séries de promoções para manter sua vaga na liga. Em 2017, eles terminaram a primeira etapa em sétimo lugar mais uma vez, desta vez não conseguindo vencer a série de promoção e acabaram perdendo sua vaga para a segunda etapa do CBLoL, tendo que disputar a segunda etapa do Circuito Desafiante. Lá, eles conseguiram vencer o torneio, garantindo sua vaga para o CBLOL de 2018.

#### 2018
O ano de 2018 foi histórico para a organização. Na primeira etapa do CBLoL, os ninjas conquistaram seu segundo título nacional, seguido pela participação no Mid-Season Invitational e o primeiro lugar no Rift Rivals. Depois de todas essas conquistas, a equipe saiu na frente para conquistar seu tricampeonato nacional, ao vencer a segunda etapa do CBLoL, que garantiu sua vaga no Campeonato Mundial de 2018, marcando a primeira vez que uma mesma equipe representaria o Brasil duas vezes no Mundial. Naquele ano a equipe também recebeu cinco prêmios na liga: TitaN para Melhor Atirador, dyNquedo para Melhor Meio e Jogador do Ano, Riyev para Melhor Suporte e Hiro como Melhor Técnico.

#### 2020
Em 2020 a KaBuM! teve um mau começo, perdendo a maioria de seus jogos na primeira etapa. Em seguida o CBLoL teve que ser pausado devido às fortes chuvas que inundaram o estúdio da Riot Games. Eles voltaram algumas semanas depois apenas para pausar mais uma vez, desta vez devido a pandemia de COVID-19 em São Paulo, onde os jogos estavam ocorrendo. Esta folga ajudou muito a concentração da equipe, que os levou a conquistar o primeiro lugar depois de o torneio ter regressado em modo on-line, conquistando o seu quarto título nacional. Essa vitória levou a equipe a se classificar para o Mid-Season Invitational de 2020, que foi cancelado devido à pandemia.
Na segunda etapa, a equipe fez mais algumas mudanças em seu elenco, o que os levou a terminar o campeonato em quarto lugar. A equipe, no entanto, foi selecionada como franquia pela Riot Games para participar do novo formato do CBLoL de 2021 e com isso, criou uma nova equipe para revelar jogadores, a KaBuM! Academy.

#### 2024
Para a temporada 2024 do Campeonato Brasileiro de League of Legends (CBLoL), a KaBuM fez o maior investimento na montagem de elenco dos últimos anos. O movimento aconteceu depois de uma péssima temporada da KaBuM — no primeiro split de 2023, a equipe ficou em 8º lugar, com sete vitórias e 11 derrotas. Já no segundo split, a organização fez a pior campanha de sua história, com apenas uma vitória em 18 jogos, e a lanterna da tabela da fase classificatória. A KaBuM terminou o segundo split do CBLoL jogando com o topo Gyu-joon "Lonely", o caçador Artur "scary", o meio Marcos Henrique "Krastyel", o atirador Raphael "RAV3N" e o suporte Ygor "RedBert".

## Títulos
- Campeonato Brasileiro de League of Legends (4): 2014-2, 2018-1, 2018-2 e 2020-1
- Circuito Desafiante (1): 2017-2
- Rift Rivals LLN-CLS-CBLoL (1): 2018